# Municipio de Rush (condado de Northumberland)
El municipio de Rush  (en inglés: Rush Township) es un municipio ubicado en el condado de Northumberland en el estado estadounidense de Pensilvania. En el año 2000 tenía una población de 1.189 habitantes y una densidad poblacional de 17 personas por km².

## Geografía
El municipio de Rush se encuentra ubicado en las coordenadas 40°55′00″N 76°34′59″O / 40.91667, -76.58306.

## Demografía
Según la Oficina del Censo en 2000 los ingresos medios por hogar en la localidad eran de $43,098 y los ingresos medios por familia eran $48,542. Los hombres tenían unos ingresos medios de $30,074 frente a los $23,077 para las mujeres. La renta per cápita para la localidad era de $21,055. Alrededor del 5,1% de la población estaban por debajo del umbral de pobreza.